# Araneus acachmenus
Araneus acachmenus là một loài nhện trong họ Araneidae.
Loài này thuộc chi Araneus. Araneus acachmenus được William Joseph Rainbow miêu tả năm 1916.